# Yushi Ozaki
Pour les articles homonymes, voir Ozaki (homonymie).
Yushi Ozaki (尾﨑 勇史, Ozaki Yushi) est un footballeur japonais né le 24 mars 1969 au Japon.